# Ivan Dias
Ivan Cornelius Dias (Bombay, 14 april 1936 – Rome, 19 juni 2017) was een Indiaas geestelijke en kardinaal van de Rooms-Katholieke Kerk.
Dias studeerde in Bombay en Rome en promoveerde in 1964 aan het Lateranum in het canoniek recht. Hij werd op 8 december 1958 priester gewijd.
Dias trad in 1964 in dienst bij het Staatssecretariaat van de Heilige Stoel, waar hij betrokken was bij de voorbereiding van de reis van paus Paulus VI naar India in het kader van het Internationaal Eucharistisch Congres dat in 1964 in Bombay werd gehouden. Van 1973 tot 1982 werkte Dias als secretaris aan verschillende apostolische nuntiaturen. In 1982 werd hij benoemd als hoge functionaris bij de Raad voor de Publieke Aangelegenheden van de Kerk, waar hij vooral belast werd met de relaties van de Heilige Stoel met de communistische landen.
Op 8 mei 1982 werd Dias benoemd tot apostolisch nuntius voor Ghana, Togo en Benin en tot titulair aartsbisschop van Rusibisir; zijn bisschopswijding vond plaats op 19 juni 1982. Van 1987 tot 1991 was hij nuntius voor Zuid-Korea en van 1991 tot 1996 voor Albanië.
Op 8 november 1996 werd Dias benoemd tot aartsbisschop van Bombay.
Dias werd tijdens het consistorie van 21 februari 2001 kardinaal gecreëerd. Hij kreeg de rang van kardinaal-priester. Zijn titelkerk werd de Spirito Santo alla Ferratella. Dias nam deel aan de conclaven van 2005, waarbij hij gold als papabile, en 2013.
Op 20 mei 2006 werd Dias benoemd tot prefect van de Congregatie voor de Evangelisatie van de Volkeren, als opvolger van Crescenzio kardinaal Sepe die aartsbisschop van Napels was geworden. Als aartsbisschop van Bombay werd hij opgevolgd door Oswald Gracias.
Dias ging op 10 mei 2011 met emeritaat.
- Gemeinsame Normdatei: 1135616973
- International Standard Name Identifier: 0000 0004 3181 4189
- Library of Congress Control Number: no2014123321
- Nationale Bibliotheek van Tsjechië: xx0197740
- Nationale Bibliotheek van Polen: a0000003434319
- Système universitaire de documentation: 147811457
- Virtual International Authority File: 206227895
- WorldCat: E39PBJmHD6dx7MGjkYwHdxtR8C